# UMF 셀포스
UMF 셀포스(아이슬란드어: UMF Selfoss)는 1936년 5월에 창단된 아이슬란드 셀포스의 축구 클럽이다.
UMF 셀포스는 체조, 육상, 핸드볼, 유도, 축구, 역도, 수영, 태권도, 모터크로스 팀을 운영하고 있다.

## 선수 명단

### 현역
참고: FIFA 자격 규정에 따라 소속된 국가대표팀 국기를 표시합니다. 선수는 복수의 FIFA 비회원국 국적을 가지고 있을 수 있습니다.
| 번호 | 포지션 | 국적 | 이름 |
| ---- | ------ | ---- | ---- |

| 번호 | 포지션 | 국적 | 이름 |
| ---- | ------ | ---- | ---- |